# Galgebakken (Slots Bjergby)

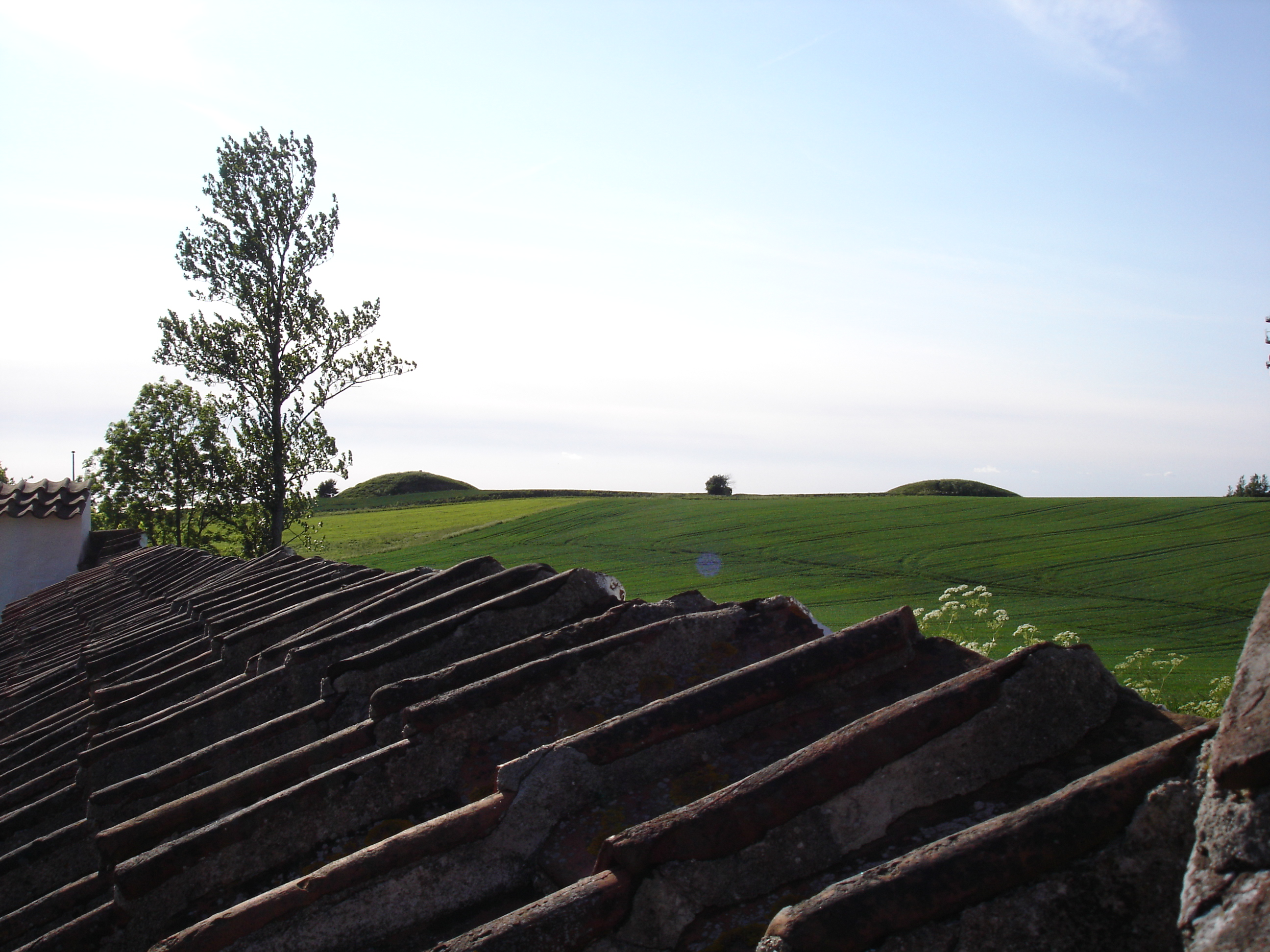
Galgebakken und Hashøj

Der Galgebakken (deutsch Galgenhügel) von Slots Bjergby, bei Slagelse auf der dänischen Insel Seeland gehört zur Hügelgruppe der Hashøjene. Er war eine mittelalterliche Gerichtsstätte und der Standort eines so genannten dreischläfrigen Galgens. Von dem dreibeinigen Galgen wurden bei der Ausgrabung durch Peter Vilhelm Glob die Fundamente aus Feldsteinhaufen nachgewiesen.

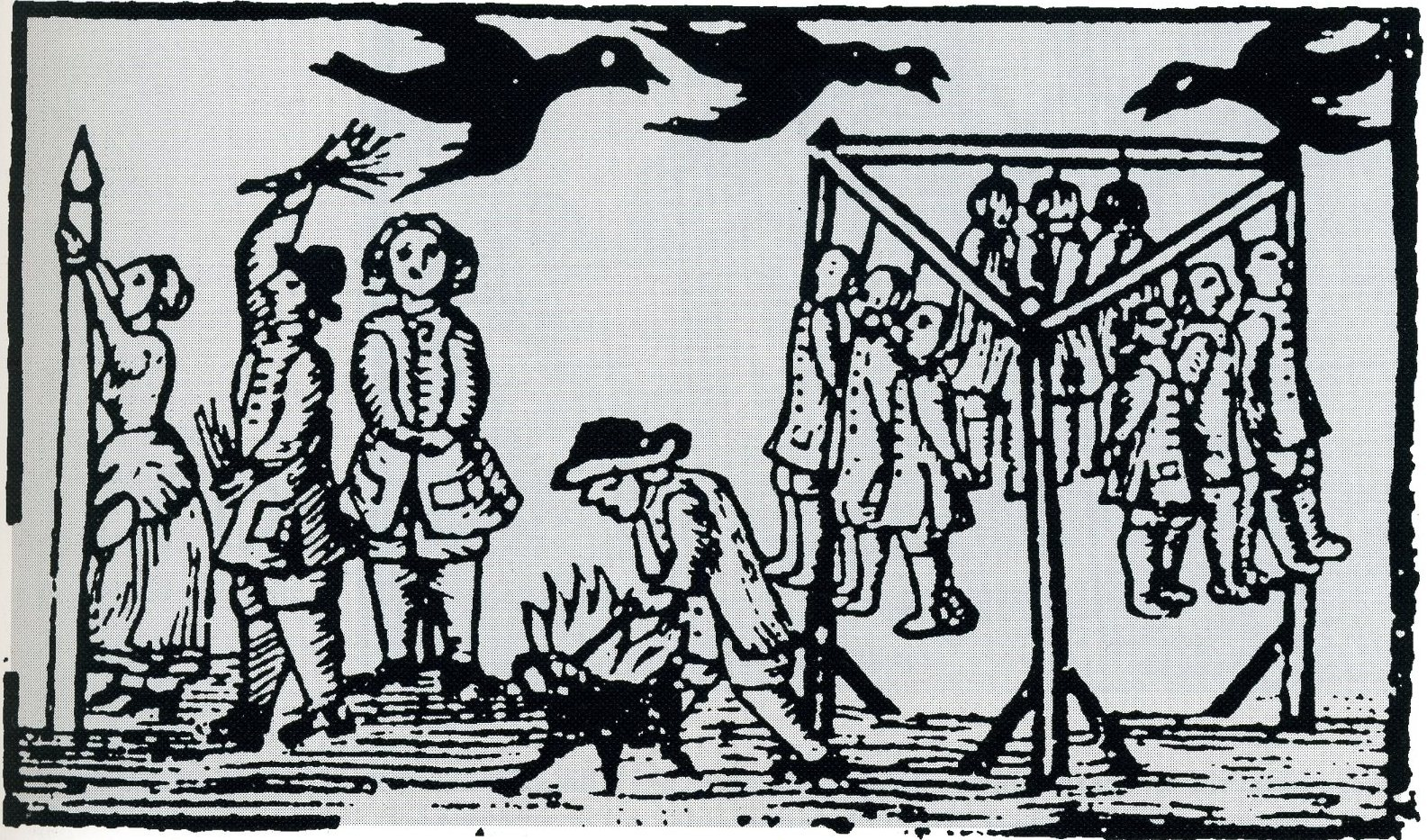
Dreischläfriger Galgen

Der Hügel ist fünf Meter hoch und hat einen Durchmesser von etwa 50,0 m. Er war ursprünglich ein bronzezeitlicher, später ein eisenzeitlicher Grabhügel mit flacher Kuppe. Die älteste Form des Hügels hatte nur 1,5 m Höhe, bei einem Durchmesser von etwa 14,0 m. Dieser Hügel barg einen Baumsarg. Später wurden acht Brandgräber angelegt, etliche in kleinen Steinkisten oder Urnen. Sie enthielten einige Gegenstände aus Bronze. Ein Stein war mit einer Petroglyphe in Form einer Hand versehen.
In der Eisenzeit wurde der Hügel mittels einer Steinpackung erhöht, auf 22 m Durchmesser erweitert, mit Randsteinen gefasst und zu einer Röse umgestaltet. In ihr erfolgte jedoch keine Bestattung. Ein zentraler Einsturztrichter zeigt an, dass es einen Mittelpfahl gegeben hat, neben dem ein umgestürzter Bautastein lag. Von Urnengräbern abgesehen gab es im Hügel in der Folge keine Aktivitäten. Dafür fanden sich zahllose Belege, dass ganz nahe beim Hügel verschiedene Aktivitäten bis hin zu Hausbauten stattfanden. Erhalten blieben aus dieser Periode einige weitere Bautasteine, Knochen und Scherben aus der Zeit um 500 n. Chr. Die Erhöhung auf den geschichtlichen Stand erfolgte zur Zeit von Gorm dem Alten im 10. Jahrhundert. Sie war wiederum nur äußerlicher Natur, es erfolgte kein Eingriff in den Hügel.
Der letzte Abschnitt der Geschichte des Hügels zeigt seine Verwendung als Richtplatz, die bis fast bis in unsere Zeit andauerte. Die letzte Hinrichtung fand im Jahre 1847 statt, als eine Mutter und ihr 23-jähriger Sohn wegen Ermordung des Mannes und Vaters starben. Über ältere Hinrichtungen berichten die Rechenschaftsbücher. Sie wurden durch die Ausgrabung vollumfänglich bestätigt. Etwa vierzig Skelette von gehängten oder geköpften Männern und Frauen wurden am Galgebakken entdeckt. Die Skelette von Gehängten lagen meist auf dem Rücken, die der Geköpften lagen auf der Brust mit den abgeschlagenen Köpfen zwischen den Beinen. Manchmal war ein handgeschmiedeter Nagel durch den Kopf geschlagen, den man einige Zeit auf einen Pfahl gesetzt hatte.
Galgen dieser Bauart, an denen gleichzeitig drei Personen gehängt werden konnten, sind auch aus Polen (Kanth, Niederschlesien) und der Schweiz (Emmenbrücke, Luzern) bekannt. Der einzige vollständig erhaltene „dreischläfrige“ Galgen in Deutschland steht bei Beerfelden im Odenwald. Er wurde im Jahre 1597 anstelle eines älteren errichtet.
Es gibt zwei- bis vierschläfrige Galgen. Ein vierschläfriger Galgen ist auf der Rottweiler Pürschgerichtskarte von 1564 abgebildet. Auch aus Prenzlau in der Uckermark existiert die Abbildung eines solchen.
Die Richtstätten- oder Rechtsarchäologie beschäftigt sich mit Fragen des mittelalterlichen Rechtsvollzugs.